# Vireolanius leucotis
El vireón coronigris (Vireolanius leucotis) también denominado  verderón real (en Colombia), follajero de capa oscura, vireón gorripizarra (en Ecuador), vireón de gorro apizarrado (en Perú) o sirirí real ojiblanco (en Venezuela), es una especie de ave paseriforme de la familia Vireonidae perteneciente al género Vireolanius. Algunos autores sostienen que se divide en dos especies. Es nativa de la cuenca amazónica y del escudo guayanés en América del Sur.

## Distribución y hábitat
Se distribuye por el noroccidente y oriente de Ecuador, occidente y sur de Colombia, suroriente de Venezuela; Guyana, Surinam, Guayana Francesa, norte de Brasil, oriente del Perú y norte de Bolivia.
Esta especie es considerada poco común y de alguna forma local en su hábitat preferencial: el dosel de selvas húmedas y de piedemonte mayormente abajo de los 1400 m s. n. m. de altitud, raramente hasta los 2100 m.

## Descripción
Mide 14 cm de longitud. Iris verde lima, pico fuerte encorvado con punta hacia abajo y negruzco en la parte superior y gris azulado abajo. Cabeza gris pizarra con franjas negras y notorias cejas de color amarillo brillante, con manchas negras debajo y al lado del ojo. Dorso verde oliva y garganta, pecho y vientre de color amarillo brillante con las alas teñidas de oliva. Una sola subespecie, la nominal, tiene una banda blanca en la mejilla, que no se presenta en las demás; aves al oeste de los Andes (mikettae), tienen patas rosadas y no grisáceas como las otras.

## Comportamiento
Forrajea en el dosel del bosque húmedo, bien arriba del suelo, donde se encuentra en parejas o integrada en bandas mixtas con otras especies de aves.

### Alimentación
Busca insectos y orugas en la cara inferior de hojas verdes, en las ramas más externas de árboles altos, de forma similar a Polioptila guianensis y raramente desciende al subdosel.

### Vocalización
Emite incansablemente su canto, una única nota penetrante «tyiir...tyiir...tyiir», alrededor de una nota por segundo, muy peculiar y que se oye desde lejos.

## Sistemática

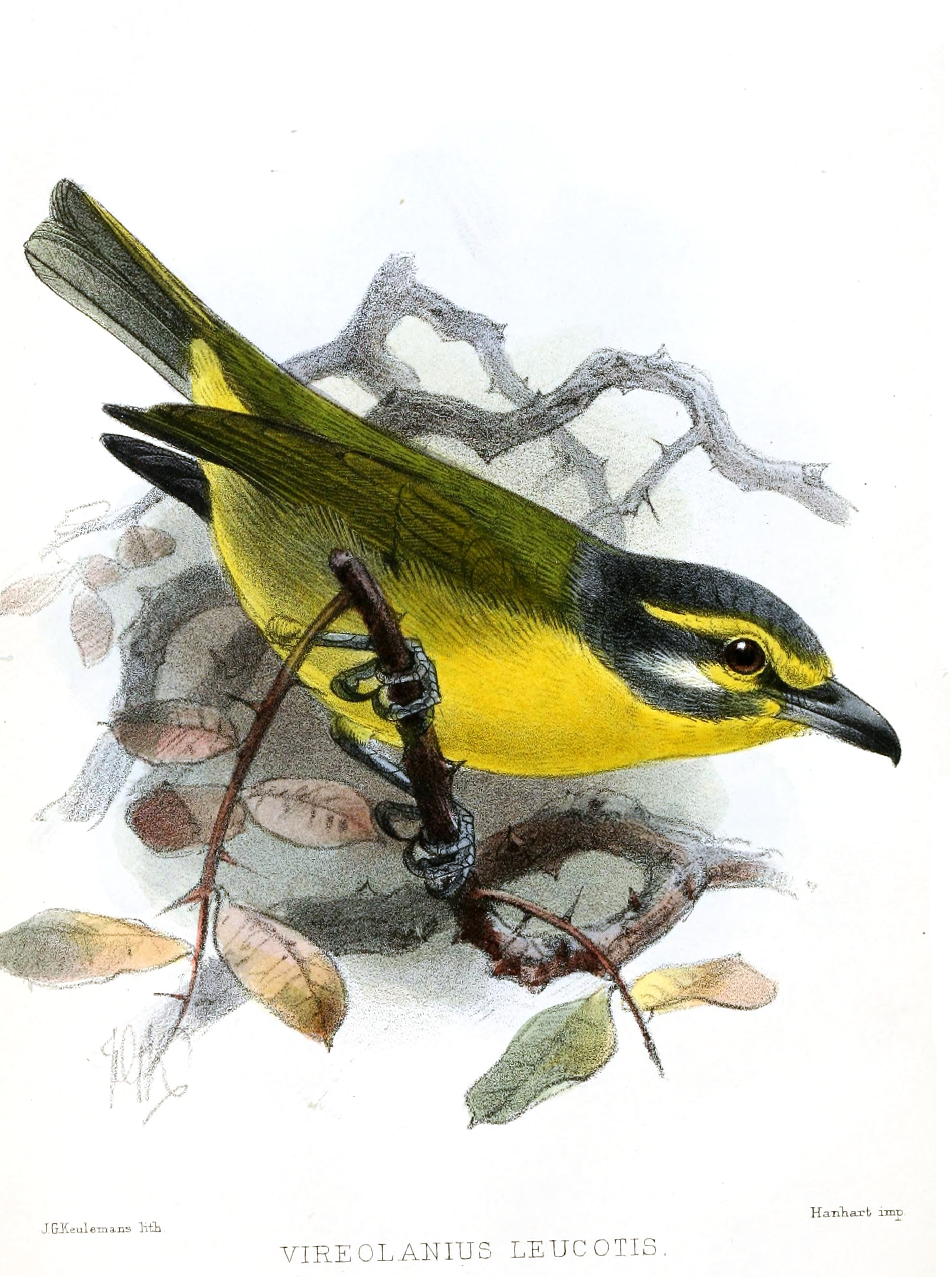
Vireolanius leucotis ilustración de Keulemans en The Ibis, 1878.

### Descripción original
La especie V. leucotis fue descrita por primera vez por el ornitólogo británico William Swainson en 1838 bajo el nombre científico Malaconotus leucotis ; la localidad tipo es: «África?; error = Guayana francesa».

### Taxonomía
La presente especie ha sido colocada por algunos autores en un género separado Smaragdolanius, junto a Vireolanius pulchellus y V. eximius. Ridgely & Greenfield (2001) sugirieron que Vireolanius leucotis puede envolver más de una especie, lo que fue confirmado por los datos géneticos de Slager et al. (2014), que encontraron que V. leucotis como definido actualmente es parafilético con respecto a V. pulchellus y V. eximius.
Las clasificaciones Birdlife International y Aves del Mundo tratan a la subespecie trasandina  V. leucotis mikettae como especie separada: el vireón paticlaro Vireolanius mikettae, con base en las patas de color amarillo o rosado y diferencias de vocalización; las evidencias genéticas parecen soportar esta separación.

### Subespecies
Según las clasificaciones del Congreso Ornitológico Internacional (IOC) y Clements Checklist v.2019, se reconocen cuatro subespecies, con su correspondiente distribución geográfica:
- Grupo monotípico mikettae:
  - Vireolanius leucotis mikettae  Hartert, 1900 - oeste de Colombia (al sur del río San Juan) y oeste de Ecuador (al sur hasta el noroeste de Azuay).

- Grupo politípico leucotis: 
  - Vireolanius leucotis leucotis (Swainson, 1838) - sur de Venezuela (Bolívar, Amazonas) y las Guayanas al sur hasta el norte de Brasil (al norte del río Amazonas); extremo sur de Colombia (sureste de Nariño), este de Ecuador y norte de Perú (al sur hasta San Martín).
  - Vireolanius leucotis simplex Berlepsch, 1912 - este de Perú (Huánuco al sur hasta Ayacucho y Cuzco) y centro norte de Brasil al sur del Amazonas (río Purús al este hasta el río Tocantins, al sur hasta el noroeste de Mato Grosso).
  - Vireolanius leucotis bolivianus Berlepsch, 1901 - sureoste de Perú (Cuzco) al sur hasta el centro norte de Bolivia (La Paz, Cochabamba y Santa Cruz).